# Beck – Advokaten
Beck – Advokaten är en svensk film från 2006. Detta är den fjärde filmen i den tredje omgången med Peter Haber och Mikael Persbrandt i huvudrollerna. Filmen släpptes på DVD den 21 februari 2007.

## Handling
Beck och hans team tar sig an ett fall där en stjärnadvokat har blivit mördad i sin lägenhet. Det uppdagas att advokaten arbetade med ett mål mot ett stort företag och snart visar det sig att advokaten själv inte hade rent mjöl i påsen.

## Rollista
- Peter Haber – Martin Beck
- Mikael Persbrandt – Gunvald Larsson
- Stina Rautelin – Lena Klingström
- Marie Göranzon – Margareta Oberg
- Peter Hüttner – Oljelund
- Ingvar Hirdwall – Grannen
- Rebecka Hemse – Inger Beck
- Neil Bourguiba – Wilhelm Beck
- Ing-Marie Carlsson – Bodil Lettermark
- Måns Nathanaelson – Oskar Bergman
- Dan Ekborg – Patrik Hansson
- Sara Sommerfeld – Ulrika Lindén
- Per Ragnar – Ragnar Laudal
- Mikael Alsberg – Laudals advokat
- Jesper Malm – Magnus Werton
- Embla Hjulström – Simone Berner
- Lena-Pia Bernhardsson – Dagny Nilsson
- Pierre Lindstedt – Sven Nilsson
- Jacqueline Ramel – Helen Hansson
- Jan-Ivar Utas – Gunvalds advokat
- Peter Parkrud – Åklagare
- Albin Flinkas – Peter Holm
- Leif Silbersky – Nilssons nya advokat
- Lennart Ekdal – Reporter
- Felix Engström – Viggo Andersson
- Hedvig Lagerkvist – Hanssons Sekreterare
- Erika Höghede – Kypare